# Тройль, Кнут фон
Барон Кнут фон Тройль (1760-1825) — шведский и российский государственный деятель.

## Биография
Кнут фон Тройль родился в семье Самуэля Тройлиуса, архиепископа Упсальского, и его жены Бриты Элизабет Сильверстолпе. Все дети Самуила Тройлиуса в 1756 году были возведены в дворянство королевства Швеция под именем фон Троиль. Старший брат Кнута фон Тройль, Уно фон Троиль, также был архиепископом.
10 декабря 1762 года - студент в Упсале.
18 сентября 1774 принят в лейб-гвардии Конный полк волонтером в чине капрала. 11 сентября 1776 года назначен квартирмейстером полка.
18 декабря 1776 года переведён корнетом в драгунский полк Нюландского и Тавастгусского лена. 30 апреля 1783 произведён в лейтенанты, 18 мая 1785 - в капитаны. Принял участие в Русско-шведской войне 1788-1790 годов.
19 апреля 1790 года был приговорен к смертной казни за участие в Аньяльском союзе против короля Густава III, но был помилован королем за его мужество во время войны. 28 августа 1790 года награждён рыцарский крестом орденом Меча.
28 сентября 1792 года произведён в майоры по армии, 10 марта 1794 года назначен адъютантом короля. 23 ноября 1795 года произведён в премьер-майоры пехотный полк Абосского лена. 21 августа 1796 произведён в генерал-адъютанты и подполковники по армии. 26 октября 1796 года вышел в отставку из полка с чином генерал-адъютанта по армии.
8 августа 1808 года фон Тройль был назначен губернатором Або-Бьёрнеборгского лена. Таким образом, во время войны в Финляндии он был одним из ведущих чиновников покоренной Финляндии и показал свою готовность сотрудничать с российскими властями. 5 мая 1808 года награждён орденом Святой Анны 1-й степени.
Ещё до окончания войны - 21 мая 1808 года, по приказу главнокомандующего действующей российской армией в Финляндии Фридриха Вильгельма фон Буксгевдена, фон Тройль организовал церемонию в Або, где он и другие ведущие должностные лица дали клятву верности российскому императору. В ответ на это 29 августа 1808 года шведский король Густав IV Адольф отправил фон Тройля в отставку, но был оставлен в должности губернатора Або-Бьёрнеборгской губернии российскими властями.
18 июля 1809 года Кнут фон Тройль был пожалован титулом барона Великого княжества Финляндского.
18 августа 1809 года назначен в сенаторы экономического департамента сената Финляндии, находился на этой должности до 1814 года. 
30 мая 1811 года произведён в действительные камергеры.
С 12 сентября 1814 года после смерти Густава Морица Армфельта возглавлял комитет по делам Великого княжества Финляндского в Санкт-Петербурге.
31 января 1816 года покинул пост губернатора Або-Бьёрнеборгской губернии. 12 февраля 1816 года произведён в тайные советники.
22 февраля 1817 года награждён орденом Святого Александра Невского
9 сентября 1821 года покинул пост председателя комитета по делам Великого княжества Финляндского.
Умер 4 октября 1825 года в Стокгольме.

## Награды
- Орден меча рыцарский крест (28 августа 1790) (королевство Швеция)
- Орден Святой Анны 1-й степени (5 мая 1808) (Российская империя)
- Титул барона Великого княжества Финляндского (пожалован 18 июля 1809 года, 23 января 1818 года род внесен в рыцарский матрикул Великого княжества Финляндского под № 24)
- Орден Святого Александра Невского (22 февраля 1817) (Российская империя)
- Орден Полярной звезды командорский крест (23 ноября 1818) (королевство Швеция)

## Семья
Кнут фон Тройль был женат дважды:
- 13 января 1797 года женился на Маргарете Иоганне Гроэн (1773-1813) - дочери оптового торговца. В браке родились:
  - барон Самуэль Вернер фон Тройль (1798-1965) - губернатор Санкт-Михельской и Тавастгусской губерний
  - барон Уно фон Тройль (1803-1839) — шведский министр-резидент в Константинополе
  - барон Кнут Чарльз Эмиль фон Тройль (1804-1838) - шведский военный
- 26 июля 1814 года женился на Ульрике Элеоноре Гроэн (1782 - 1849) - сестре его первой жены